# Rhododendron 'Purple Gem'
Rhododendron 'Purple Gem' — сорт вечнозелёных рододендронов гибридного происхождения.
Этот сорт часто путают с 'Purple Imp', аналогичного размера, но с цветками ближе к синему, чем фиолетовому цвету.

## Биологическое описание
В возрасте 10 лет около 60 см в высоту, 130 см в ширину. Крона полусферическая, плотная.
Листья зелёные, молодые серовато-голубые, зимой бронзовые, густо покрыты волосками.
Соцветие терминальное, шаровидное, 3—5 цветковое.
Цветки светло-фиолетовые, в диаметре около 30 мм. Аромат отсутствует.
Цветение в мае.

## В культуре
Выдерживает понижения температуры до −29 ºC.